# Ihor Kalinin
Ihor Kalinin (tiếng Nga: Игорь Олегович Калинин – Igor Olegovich Kalinin; tiếng Ukraina: Ігор Олегович Калінін – Ihor Olehovych Kalinin; sinh ngày 11 tháng 11 năm 1995) là một hậu vệ trái bóng đá người Ukraina và Nga (từ năm 2014). Anh thi đấu cho F.K. Krasnodar.

## Sự nghiệp
He is product of Sports School #5 Sevastopol and FC Illichivets Mariupol sports schools.
Năm 2014, sau sự sáp nhập của Kerch, Crimea, bởi Nga, quê hương của anh, thì anh được nhận hộ chiếu Nga.
Anh ra mắt cho FC Illichivets Mariupol trong trận đấu với FC Sevastopol tại Giải bóng đá ngoại hạng Ukraina vào ngày 27 tháng 4 năm 2014.
Từ tháng 1 năm 2015, anh là một phần của FC Zorya Luhansk tại Giải bóng đá ngoại hạng Ukraina. Vào tháng 12 năm 2015, anh rời khỏi câu lạc bộ sau kết quả điều tra rằng anh là người tổ chức sự kiện bắt chước kết quả của các trận đấu đội trẻ.
Vào ngày 2 tháng 2 năm 2018, anh ký bản hợp đồng 4,5 năm cùng với F.K. Krasnodar.

### Thống kê sự nghiệp
Tính đến 13 tháng 5 năm 2018
| Câu lạc bộ           | Mùa giải            | Giải vô địch                    | Giải vô địch | Giải vô địch | Cúp     | Cúp       | Châu lục | Châu lục  | Tổng cộng | Tổng cộng |
| Câu lạc bộ           | Mùa giải            | Hạng đấu                        | Số trận      | Bàn thắng    | Số trận | Bàn thắng | Số trận  | Bàn thắng | Số trận   | Bàn thắng |
| -------------------- | ------------------- | ------------------------------- | ------------ | ------------ | ------- | --------- | -------- | --------- | --------- | --------- |
| Illichivets Mariupol | 2012–13             | Giải bóng đá ngoại hạng Ukraina | 0            | 0            | 0       | 0         | –        | –         | 0         | 0         |
| Illichivets Mariupol | 2013–14             | Giải bóng đá ngoại hạng Ukraina | 1            | 0            | 0       | 0         | –        | –         | 1         | 0         |
| Illichivets Mariupol | 2014–15             | Giải bóng đá ngoại hạng Ukraina | 3            | 0            | 1       | 0         | –        | –         | 4         | 0         |
| Illichivets Mariupol | Tổng cộng           | Tổng cộng                       | 4            | 0            | 1       | 0         | 0        | 0         | 5         | 0         |
| Zorya Luhansk        | 2014–15             | Giải bóng đá ngoại hạng Ukraina | 0            | 0            | 0       | 0         | 0        | 0         | 0         | 0         |
| Zorya Luhansk        | 2015–16             | Giải bóng đá ngoại hạng Ukraina | 1            | 0            | 0       | 0         | 0        | 0         | 1         | 0         |
| Zorya Luhansk        | Tổng cộng           | Tổng cộng                       | 1            | 0            | 0       | 0         | 0        | 0         | 1         | 0         |
| Zirka Kropyvnytskyi  | 2016–17             | Giải bóng đá ngoại hạng Ukraina | 5            | 0            | 0       | 0         | –        | –         | 5         | 0         |
| Volgar Astrakhan     | 2016–17             | FNL                             | 11           | 0            | 0       | 0         | –        | –         | 11        | 0         |
| Volgar Astrakhan     | 2017–18             | FNL                             | 24           | 2            | 0       | 0         | –        | –         | 24        | 2         |
| Volgar Astrakhan     | Tổng cộng           | Tổng cộng                       | 35           | 2            | 0       | 0         | 0        | 0         | 35        | 2         |
| Krasnodar            | 2017–18             | Giải bóng đá ngoại hạng Nga     | 2            | 0            | –       | –         | –        | –         | 2         | 0         |
| Krasnodar-2          | 2017–18             | PFL                             | 1            | 0            | –       | –         | –        | –         | 1         | 0         |
| Tổng cộng sự nghiệp  | Tổng cộng sự nghiệp | Tổng cộng sự nghiệp             | 48           | 2            | 1       | 0         | 0        | 0         | 49        | 2         |